# Príncipe

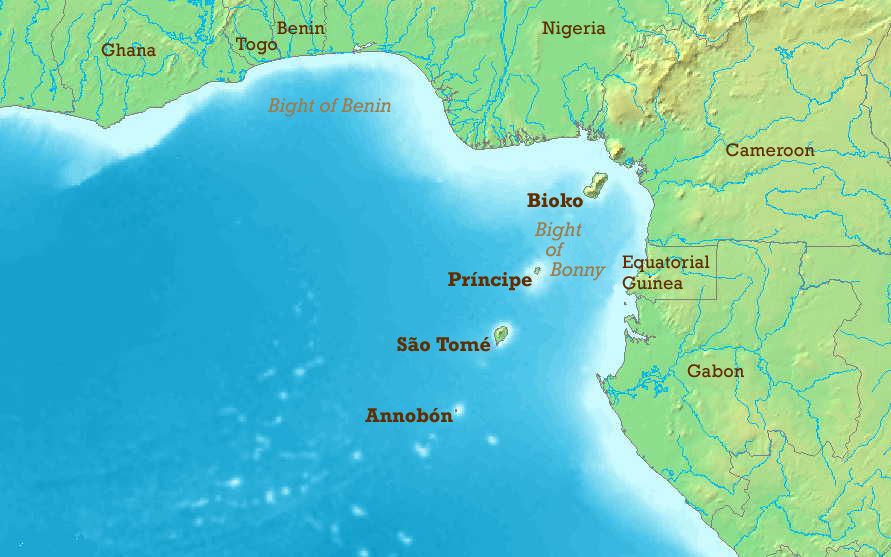
Príncipe.

Príncipe är en ö inne i Guineabukten, utanför Centralafrikas västra kust. Den är den mindre av de två huvudöarna i staten São Tomé och Príncipe. Ön är 136 km² stor och har cirka 5 000 invånare. Största orten på ön är Santo António.

## Historia
Ön var obebodd när den upptäcktes av portugiserna den 17 januari 1471 och döptes först efter helgonet Antonius av Padua, Santo Antão. Senare gavs den det nya namnet Príncipe av kung Johan II av Portugal, för att hedra hans son Afonso, prins av Portugal.
Den första bosättningen Santo Antóniogrundades 1502. Därefter gjorde portugisiska kolonister de norra och centrala delarna av ön till plantager, med användning av afrikanska slavarbetare. I början odlades sockerrör, vilket 1822 ändrades till kakao. Därefter blev São Tomé och Príncipe för en tid världens största kakaoproducent.
Öns fästning Fortaleza de Santo António da Ponta da Mina byggdes 1695. År 1706 förstördes staden och fästningen av fransmännen. Från 1753 till 1852 var Santo António den portugisiska huvudstaden i den portugisiska kolonin São Tomé och Príncipe.

## Natur

### Geologi
Príncipeön bildades för mindre än 30 miljoner år sedan, och består av en sköldvulkan som reser sig från en djuphavsslätt på 3 000 meters djup. Príncipe ligger på Kamerunlinjen, en vulkankedja som sträcker sig från Kamerun åt sydväst. Den mesta lavan som har runnit ut under de senaste miljonerna år har omvandlats till basalt.

### Flora och fauna

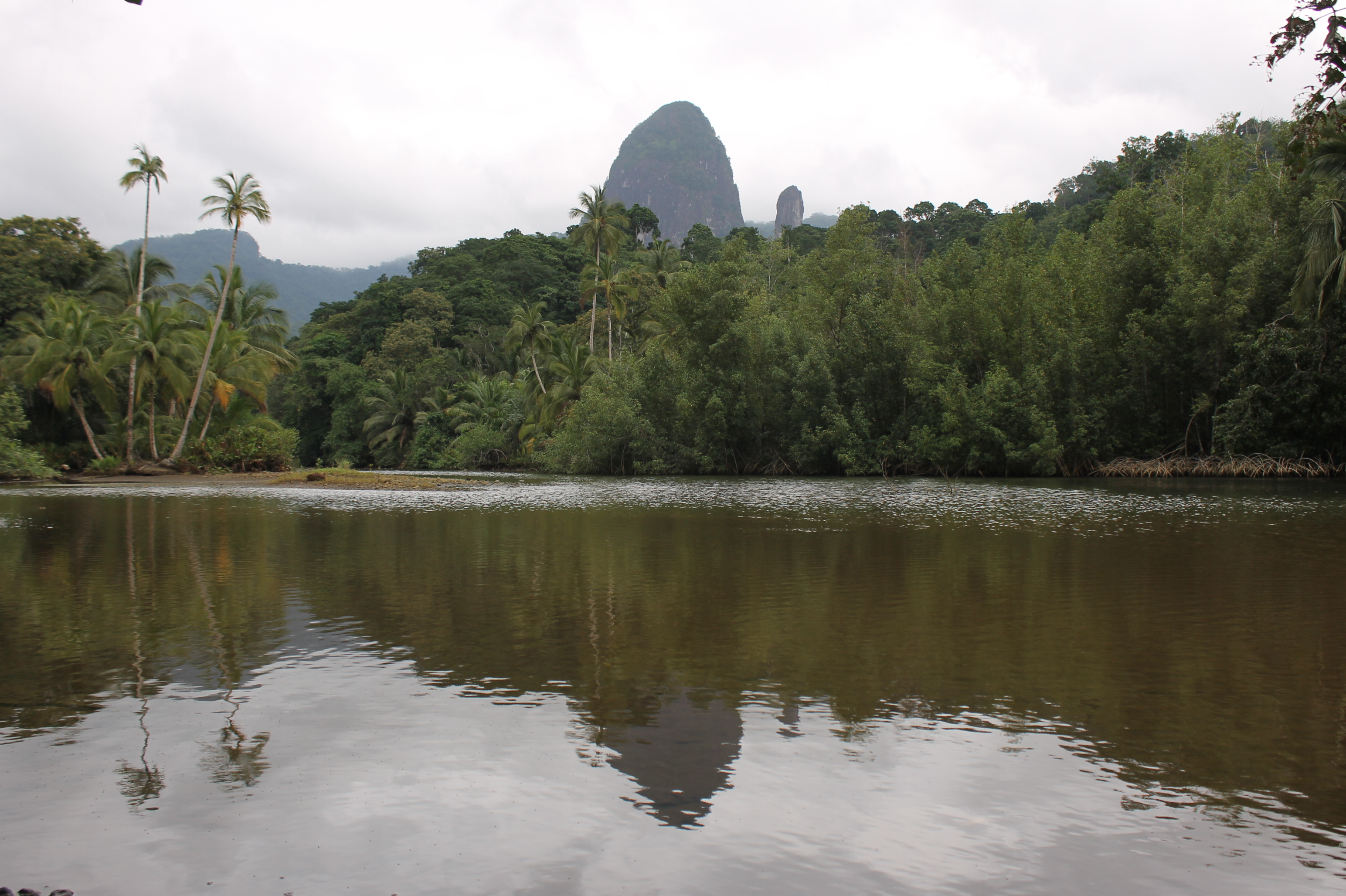
Skogsmiljö på Príncipe.

São Tomé och Príncipe har aldrig varit en del av det afrikanska fastlandet. Flora och fauna har därför kommit till öarna med vind eller havsströmmar.
São Tomé och Príncipe har den största biologiska mångfalden av alla öar i Guineabukten. På öarna finns fem endemiska amfibier, 120 endemiska växter och 15 endemiska fåglar. Det finns inga större däggdjur. På själva Príncipe förekommer en endemisk underart av príncipesiska, liksom príncipeglansstare och príncipesolfågel.
2006 bildades Parque Natural Obô do Príncipe på den bergiga södra halvan av ön. 2012 förklarade Unesco Príncipe för biosfärområde.